# Ryan Paevey
Ryan Jacob Paevey-Vlieger es un actor y modelo estadounidense, conocido por interpretar a Nathan West en la serie General Hospital.

## Biografía
Es hijo de Les Vlieger y Linda Paevey, tiene una hermana Kaitlyn Paevey.
Ryan puede hablar algo de francés y leer japonés.

## Carrera
Ha aparecido en comerciales de la televisión para "Izod" y "Corona".
En 2012 apareció en el video musical "Your Body" de Christina Aguilera. Trabajó como doble de cuerpo de Robin Thicke durante la producción del video musical "Sex Therapy". El 30 de diciembre de 2013, se unió al elenco principal de la serie General Hospital, donde interpreta al detective Nathan West hasta ahora. En 2016 se unió al elenco principal de la película para la televisión Unleashing Mr. Darcy, donde interpretó a Donovan Darcy. Ese mismo año emprendió una marca llamada "Fortunate Wanderer", que vende impresiones personalizadas de fotografía de viajes, joyas hechas a mano y equipo al aire libre.
En el 2019 realizó el film navideño "Christmas al the Plaza" junto a la actriz Elyzabeth Henstridge quien protagonizó la serie de ciencia ficción "The Shields" relacionada con la saga-films de Marvel.

## Filmografía

### Series de televisión
| Año             | Título           | Personaje        | Notas                       |
| --------------- | ---------------- | ---------------- | --------------------------- |
| 2013 - presente | General Hospital | Det. Nathan West | 203 episodios               |
| 2013            | The Client List  | Simon            | episodio "What Part of No?" |

### Películas
| Año  | Título                   | Personaje       | Notas |
| ---- | ------------------------ | --------------- | --- |
| 2017 | Bogie and Bacall         | Adlai Stevenson | junto a Doug Hutchison, Tracy Reiner, Taylor Tunes, Roxana Condurache, Tim Holmes, Emily Keefe y Daniel Wilkinson |
| 2016 | Unleashing Mr. Darcy     | Donovan Darcy   | junto a Cindy Busby, Frances Fisher, Tammy Gillis, Courtney Richter, Ryan Kennedy, Ken Tremblett y Ty Wood        |
| 2012 | The Rental               | Jonathan        | junto a Katherine Browning, Mike Campbell, Leah Verrill, Ashley Love, Tiffany S. Walker y Jonny Lewis             |
| 2011 | The Girl with the Gloves | Tom             | corto |
| 2020 | Una Navidad Atemporal    | Charles Whitley | junto a Erin Cahill.                                                                                              |

### Equipo misceláneo
| Año  | Programa           | Notas                   |
| ---- | ------------------ | ----------------------- |
| 2011 | Birds of a Feather | asistente de producción |

### Apariciones
| Año  | Programa             | Notas |
| ---- | -------------------- | --- |
| 2017 | A Renaissance Reborn | documental |
| 2016 | Home & Family        | episodio "Ryan Paevey/Noah Galloway" - invitado                                                                          |
| 2015 | The View             | episodio " Guest Co-Hosts Naya Rivera & Ryan Paevey/John Slattery & Amy Morton/Ella Henderson" - co-presentador invitado |
| 2014 | Extra                | episodio del 29 de noviembre - co-presentador invitado                                                                   |